# Lemon Tree (Film)
Lemon Tree ist ein israelischer Spielfilm aus dem Jahre 2008. Der Film startete am 2. Oktober 2008 in den deutschen Kinos.

## Handlung
Salma Zidane ist Witwe. Sie lebt am Rande des Westjordanlandes und pflegt den Zitronenhain ihres verstorbenen Vaters. Gegenüber dem Zitronenhain zieht der israelische Verteidigungsminister Israel Navon mit seiner Frau Mira in ein neues Haus. Die Palästinenserin Salma und ihr Zitronenhain werden nun als Gefahr für die Sicherheit des Ministers bewertet. Ein Zaun wird gezogen, ein Beobachtungsturm wird aufgestellt und das israelische Militär beschließt, den Zitronenhain gegen eine Entschädigung zu enteignen. Salma sucht Hilfe in der palästinensischen Gemeinde, doch ohne Erfolg. Erst der Rechtsanwalt Ziad Daud nimmt sich des Falles an. Es kommt zwischen Salma und dem wesentlich jüngeren Ziad zu einer gesellschaftlich verbotenen, aber vorsichtigen Liebschaft. Gemeinsam ziehen sie vor Gericht, werden jedoch abgewiesen. Salma gibt jedoch nicht auf und zieht vor den Obersten Israelischen Gerichtshof. Der monatelange Kampf der Witwe wird zu einem internationalen Politikum. Die internationale wie auch israelische Presse berichten ausführlich über den Vorgang. Salma wird sogar von Mira unterstützt. Die beiden Frauen können sich zwar nicht näherkommen, doch spürt Mira Sympathie für die kämpferische Frau auf der anderen Seite des Zaunes.
Die Richterin vor dem Obersten Gerichtshof sucht schließlich einen Kompromiss. Salma kann den Zitronenhain behalten. Nur ca. 100 Bäume, d. h. die Hälfte der Bäume, müssen auf eine niedrige Höhe abgeschnitten werden. Mittlerweile ist aus dem Zaun eine riesige Mauer geworden. Der Verteidigungsminister verliert über diesen Konflikt seine Ehefrau. Allein ist er in seinem neuen Haus, umgeben von einer Mauer. Hinter der Mauer trauert Salma über den nicht mehr verwertbaren Zitronenhain. Aus der Zeitung erfährt sie, dass Ziad sich mit einer jungen Frau verlobt hat.

## Kritiken
Rolf von der Reith schrieb in der TV Digital 20 vom 19. September 2008, dass das Drama höchst symbolträchtig gemeint sei, aber hervorragende Darsteller, vor allem Abbass würden aus dem politischen Lehrstück ein packendes Kinodrama machen.
Die Redaktion des Lexikon des internationalen Films vergab vier von fünf Sternen und stellte fest: „Der Streit um den Zitronenhain […] dient als melancholische und selbstironische Metapher, die die Widersprüche der israelisch-palästinensischen Gesellschaft mit Poesie, Trauer, Wut und schwarzem Humor beschreibt.“

## Auszeichnungen
Der Film hatte seine Uraufführung in der Sektion Panorama auf der Berlinale 2008. Er wurde hier mit dem Panorama-Publikumspreis ausgezeichnet. Wenige Monate später wurde Hiam Abbass für die Hauptrolle der Salma mit dem Ophir, dem nationalen Filmpreis Israels, ausgezeichnet.
Bei der Verleihung des Europäischen Filmpreises 2008 erhielt Riklis Film außerdem Nominierungen in den Kategorien Beste Darstellerin (Abbass) und Bestes Drehbuch.

## Theaterstück
Im März 2011 wurde Lemon Tree am Düsseldorfer Schauspielhaus unter der Regie von Dedi Baron uraufgeführt. Noa Kenan-Lazar und Anat Rosman übertrugen den Stoff in die Theaterfassung.